# جنيفر فرينش
جنيفر فرينش (بالإنجليزية: Jennifer French)‏ هي متسابقة يخت أمريكية، ولدت في 1971 في Royalton, Ohio ‏ في الولايات المتحدة.

## روابط خارجية
- جنيفر فرينش على موقع الاتحاد الدولي للملاحة الشراعية (موقع جديد) (الإنجليزية)
- جنيفر فرينش على موقع الاتحاد الدولي للملاحة الشراعية (موقع قديم) (الإنجليزية)
- جنيفر فرينش على موقع اللجنة الأولمبية والبارالمبية الأمريكية (الإنجليزية)